# 지리산 (2021년 드라마)
《지리산》은 2021년 10월 23일부터 2021년 12월 12일까지 방영된 tvN 토일 드라마이다.

## 기획의도
지리산 국립공원을 근거지로 하여, 최고의 레인저 서이강과 말 못 할 비밀을 가진 신입 레인저 강현조가 산에서 일어나는 의문의 조난 사고를 파헤치며 벌어지는 이야기를 그린 미스터리 스릴러 드라마.

## 제작진

### 연출
- 이응복: ( KBS 2TV 월화미니시리즈 《상두야, 학교가자》(조연출), KBS 2TV 월화미니시리즈 《쾌걸춘향》(조연출), KBS 2TV 주말연속극 《슬픔이여 안녕》(조연출), KBS 1TV TV소설 《순옥이》(조연출), KBS 1TV TV소설 《큰 언니》(조연출), KBS 2TV 월화 납량특집드라마 《전설의 고향 2009》(조연출), KBS 1TV 주말 특별기획 드라마 《명가》(공동연출), KBS 2TV 드라마스페셜 《위대한 계춘빈》(연출), KBS 2TV 월화미니시리즈 《드림하이》(공동연출), KBS 2TV 월화미니시리즈 《드림하이 2》(공동연출), KBS 2TV 드라마스페셜 《유리감옥》(연출), KBS 2TV 월화미니시리즈 《학교 2013》(공동연출), KBS 2TV 드라마스페셜 《내 친구는 아직도 살아있다》(연출), KBS 2TV 수목미니시리즈 《비밀》(공동연출), KBS 2TV 드라마스페셜 《꿈꾸는 남자》(연출), KBS 2TV 월화미니시리즈 《연애의 발견》(공동연출), KBS 2TV 드라마스페셜 《다르게 운다》(연출), KBS 2TV 수목미니시리즈 《태양의 후예》(공동연출), tvN 금토드라마 《쓸쓸하고 찬란하神 - 도깨비》(연출), tvN 토일드라마 《미스터 션샤인》(연출), 넷플릭스 오리지널 드라마 《스위트홈》(연출) 등 연출 )
- 박소현: (넷플릭스 오리지널 드라마 《스위트홈》(공동연출) 등 연출)

### 극본
- 김은희: ( 영화 《그 해 여름》(각본), tvN 금요드라마 《위기일발 풍년빌라》(공동집필), SBS 드라마스페셜 《싸인》(공동집필), SBS 드라마스페셜 《유령》(집필), SBS 드라마스페셜 《쓰리 데이즈》(집필), tvN 금토드라마 《시그널》(집필), 넷플릭스 오리지널 드라마 《킹덤》(집필), 넷플릭스 오리지널 드라마 《킹덤 2》(집필) , 넷플릭스 오리지널 드라마 《킹덤: 아신전》(집필) 등 집필 )

## 등장 인물

### 주요 인물
- 전지현: 서이강 역(아역: 김도연)
- 주지훈: 강현조 역

### 해동분소 비담대피소
- 성동일: 조대진 역(젊은 조대진 역: 송진우) - 지리산국립공원전북사무소 내 해동분소 분소장
- 오정세: 정구영 역 - 해동분소 소속 레인저, 이강의 동기, 이양선의 연인
- 조한철: 박일해 역 - 이강과 구영의 동기
- 주민경: 이양선 역(†) - 해동분소 소속 행정직원, 정구영의 연인
- 고민시: 이다원 역(†) - 해동분소 소속 병아리 레인저

### 그 외 전북사무소
- 주진모: 김계희 역 - 지리산국립공원전북사무소 소장
- 이가섭: 김솔 역(†) - 지리산국립공원전북사무소 자원보전과 직원, 검은다리골 마을 이장 김재경의 아들. 지리산 연쇄살인사건의 진범
- 김국희: 윤수진 역 - 생태복원센터 연구원 윤박사

### 해동마을 사람들
- 김영옥: 이문옥 역(†) - 이강의 할머니
- 전석호: 김웅순 역(†) - 해동 파출소 경장, 검은다리골 마을 출신
- 한동호: 박경환 역 - 해동 파출소 신참 순경

### 주변 인물
- 윤지온: 이세욱 역 - 양선의 사촌, 현조가 환상에서 보았던 흉터의 남자, 감자폭탄 사건의 유력한 용의자이며 백골로 발견됨
- 김기천: 이재근 역 - 양선의 할아버지, 검은다리골 마을 출신

### 그 외 인물
- 미상: 염승훈 역 - 비담 절벽 야생화 군락지에서 조난당한 소년
- 원미원: 승훈의 할머니 역
- 미상: 홍상규 역 - 2017년 무진계곡 소나무 군락지에서 실종된 사람
- 서혜원: 홍영미 역 - 홍상규의 딸
- 김경민: 서영진 역 - 1995년 도원계곡 수해로 희생된 이강의 아버지
- 김비비: 윤수미 역 - 1995년 도원계곡 수해로 희생된 이강의 어머니
- 미상: 김현수 중사 역 - 과거 백토골 돌무지터에서 사고로 운명을 달리한 현조의 부대원, 95년 도원계곡 수해에서 운명을 달리한 김남식의 아들
- 미상: 최규연 중위 역 - 강현조가 대위로 임관해 있던 부대의 소대장
- 미상: 안재선 일병 역 - 정체모를 괴한이 건네준 요구르트를 마시고 조난 당한 최 중위의 부대원
- 민무제: 최일만 역
- 이채경: 일만 처 역
- 미상: 김성숙 역 - 재경 처
- 미상: 장학수 역(†) - 지리산 일대를 돌아다니며 불법 채취를 하는 약초꾼1, 검은다리골마을 출신
- 미상: 황길용 역 - 지리산 일대를 돌아다니며 불법 채취를 하는 약초꾼2, 검은다리골마을 출신

### 특별 출연
- 류승룡: 첫 회 내레이션 출연
- 김민호: 김기창 역 - 상습 사기범, 홍상규의 아들로 사칭. 강현조를 칼로 찌름
- 박환희: 최희원 역 - 비담계곡 휴게소에서 복권을 잃어버린 후, 지속적으로 복권을 찾기 위해 산을 오르는 등산객
- 손석구: 임철경 역 - 이강의 첫사랑. 경찰관 계급은 경장. 마약뒷거래진범들을 잡았다.
- 공성하: 정수민 역 - 비리경찰. 임철경을 마약범으로 몰고감
- 조완기: 김재경 역 - 1990년당시 검은다리골 이장. 아내가 죽은 이후 후유증으로 자살
- 윤종석: BJ 역 - 구독수를 올리려고 검은다리골을 올라간 등산객. 하지만 바닥으로 추락, 순경들에 의해 구조
- 엄효섭: 양근탁 역 - 1991년, 2019년, 지리산 진계리~덕서령 구간 케이블카 추진위원회장
- 예수정: 이금례 역 - 백토골형제바위에서 조난당한 할머니
- 지승현: 김남식 역(†) - 지리산 국립공원 직원, 95년 도원계곡 수해사고로 인해 무진분소에서 운명을 달리했다.
- 김정영: 허진옥 역 - 덕서령 구간에서 조난을 당해 서이강일행에게 구조된 아주머니, 검은다리골 출신. 췌장암을 앓다 사망했다.
- 이선빈: 강승아 역 - 강현조의 동생
- 김갑수: 강오현 역 - 강현조의 아버지
- 남기애: 이현숙 역 - 강현조의 어머니
- 안정훈

## 시청률
최저 시청률과 최고 시청률은 시청률 조사회사와 지역별로 시청률에 차이가 있을 수 있습니다.
| 시즌 | 시즌 | 에피소드 번호 | 에피소드 번호 | 에피소드 번호 | 에피소드 번호 | 에피소드 번호 | 에피소드 번호 | 에피소드 번호 | 에피소드 번호 | 에피소드 번호 | 에피소드 번호 | 에피소드 번호 | 에피소드 번호 | 에피소드 번호 | 에피소드 번호 | 에피소드 번호 | 에피소드 번호 | 평균  |
| 시즌 | 시즌 | 1             | 2             | 3             | 4             | 5             | 6             | 7             | 8             | 9             | 10            | 11            | 12            | 13            | 14            | 15            | 16            | 평균  |
| ---- | ---- | ------------- | ------------- | ------------- | ------------- | ------------- | ------------- | ------------- | ------------- | ------------- | ------------- | ------------- | ------------- | ------------- | ------------- | ------------- | ------------- | ----- |
|      | 1    | 2.320         | 2.586         | 1.973         | 2.174         | 1.951         | 2.124         | 1.938         | 1.974         | 1.856         | 2.027         | 1.743         | 2.003         | 1.787         | 1.900         | 1.829         | 2.284         | 2.029 |

| 2021년 | 2021년    | 2021년         | 2021년       | 2021년 |
| 회차   | 방송일    | AGB 시청률     | AGB 시청률   |        |
| 회차   | 방송일    | 대한민국(전국) | 서울(수도권) |        |
| ------ | --------- | -------------- | ------------ | ------ |
| 제1회  | 10월 23일 | 9.097%         | 9.671%       |        |
| 제2회  | 10월 24일 | 10.663%        | 12.226%      |        |
| 제3회  | 10월 30일 | 7.850%         | 8.141%       |        |
| 제4회  | 10월 31일 | 9.384%         | 10.348%      |        |
| 제5회  | 11월 6일  | 7.966%         | 8.055%       |        |
| 제6회  | 11월 7일  | 8.922%         | 9.507%       |        |
| 제7회  | 11월 13일 | 7.870%         | 8.746%       |        |
| 제8회  | 11월 14일 | 7.908%         | 9.076%       |        |
| 제9회  | 11월 20일 | 7.762%         | 8.467%       |        |
| 제10회 | 11월 21일 | 8.261%         | 9.054%       |        |
| 제11회 | 11월 27일 | 7.562%         | 8.009%       |        |
| 제12회 | 11월 28일 | 8.105%         | 8.656%       |        |
| 제13회 | 12월 4일  | 7.741%         | 8.978%       |        |
| 제14회 | 12월 5일  | 8.212%         | 8.626%       |        |
| 제15회 | 12월 11일 | 7.636%         | 8.243%       |        |
| 제16회 | 12월 12일 | 9.225%         | 10.114%      |        |